# Von der babylonischen Gefangenschaft der Kirche

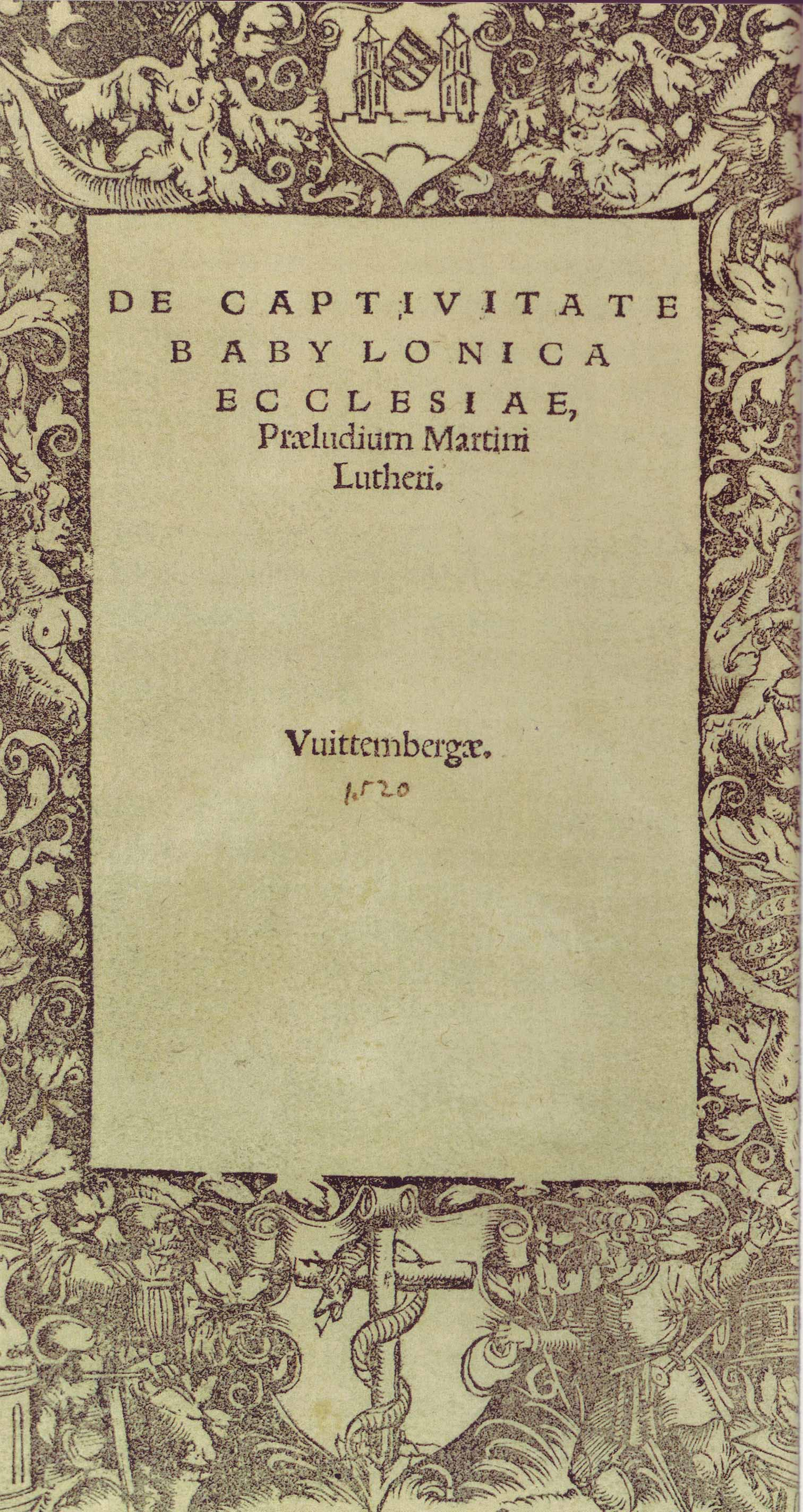
De captivitate Babylonica ecclesiae, praeludium.
Wittenberg 1520

 Von der babylonischen Gefangenschaft der Kirche  (lateinischer Titel: De captivitate Babylonica ecclesiae, praeludium) ist eine der reformatorischen Hauptschriften des Jahres 1520, in der Martin Luther erstmals die Siebenzahl der Sakramente öffentlich in Frage stellt.

## Anlass
In Erwiderung auf Luthers Sermon von dem hochwürdigen Sakrament (1519)  hatte Augustin von Alveldt im Juni 1520 in Leipzig seine Schrift Tractatus de communione sub utraque specie quantum ad laicos veröffentlicht und darin die reformatorische Befürwortung des Laienkelchs angegriffen. Luther entschied sich, zunächst nichts darauf zu entgegnen. Erst als er Kenntnis von der Schrift Revocatio Martini Lutherii Augustiniani ad sanctam Sedem des italienischen Dominikaners Isidoro Isolani erhielt, die sich ebenfalls gegen Luthers Lehre richtete, entschloss er sich zu einer Antwort. Mit Blick auf eine eher gelehrte Leserschaft verfasste er sie auf Latein.

## Inhalt und Lehre

### Anzahl der Sakramente
Luther stellt die Anzahl der sieben katholischen Sakramente in Frage. Seiner Meinung nach existieren nur drei Sakramente: Taufe, Buße und Abendmahl, möglicherweise aber auch nur zwei, da die Buße eines Zeichens ermangele, das zu einem Sakrament unbedingt dazugehöre.

### Messe
Ähnlich streng geht Luther mit der Sakramentslehre ins Gericht und befasst sich dabei insbesondere mit der Messe. In ihr macht Luther drei „Gefangenschaften“ aus: erstens den Kelchentzug, bei dem Luther nach der Berechtigung der Kirche fragt, die Einsetzung Christi eigenmächtig zu ändern; zweitens die Transsubstantiationslehre, in der Luther einen verbotenerweise verbindlich gemachten Erklärungsversuch der Anwesenheit von Christi Leib und Blut ausgemacht hat; drittens den Missbrauch der Messe, der insbesondere im Opferverständnis zum Ausdruck komme. Sein eigenes Abendmahlsverständnis extrahiert Luther aus den Leitbegriffen des Testaments bzw. der Verheißung und des Glaubens. Dabei ordnet er die Verheißung dem Zeichen über, also das Wort Christi dem Sakrament (Wein und Brot), sodass der Mensch das Wort ohne das Zeichen haben könnte. Dabei darf diese Lehre nicht missverstanden werden: Luther will nicht den Empfang des Abendmahls in Frage stellen, sondern lediglich die zentrale Bedeutung von Verheißung und Glaube herausstellen.

### Taufe
Bei der Taufe hält Luther sich im Vergleich zum Abendmahl eher zurück, da er sie von der Kirche noch relativ unberührt vorfindet. Wieder stellt er die göttliche Verheißung und den Glauben in den Vordergrund und nicht die Verleihung eines neuen „habitus“.

### Ehe
Die Ehe sei kein Sakrament, weil Gott bereits im Garten Eden Adam und Eva verheiratete. Daher seien Ehen von Muslimen und Juden genauso gültig wie christliche Ehen.

### Buße
Wie in den 95 Thesen sieht Luther die Buße auch hier als Rückkehr zur Taufe. Da die Taufe in ihrer tieferen Bedeutung Tod und Auferstehung beinhalte, sei die Buße kein späterer Ersatz dafür. In diesem Zusammenhang verweist Luther auch darauf, dass ein Mönchsgelübde die durch die Taufe gegebene Freiheit des Menschen einschränke.

## Fazit
Mit dieser Abhandlung vollzog Martin Luther auch in der Sakramentslehre den Bruch mit der Kirche seiner Zeit. Als Schrift der frühen Reformationszeit ist sie grundlegend für die evangelische Sakramentslehre.